# سیاوش دانشور
سیاوش دانشور یک فعال سیاسی کمونیست ایرانی و همچنین یکی از اعضای کمیته مرکزی و شورای دائمی دفتر سیاسی حزب اتحاد کمونیسم کارگری است. وی همچنین مدیر رادیو انترناسیونال بود. این رادیو سالها از ایران پخش می‌شد و نماینده حزب کمونیست کارگری ایران بود. دانشور هم‌اکنون در کشور سوئد زندگی و کار می‌کند.